# MZKS Arka Gdynia
El Morski Związkowy Klub Sportowy Arka Gdynia és un club de futbol polonès de la ciutat de Gdynia.

## Història

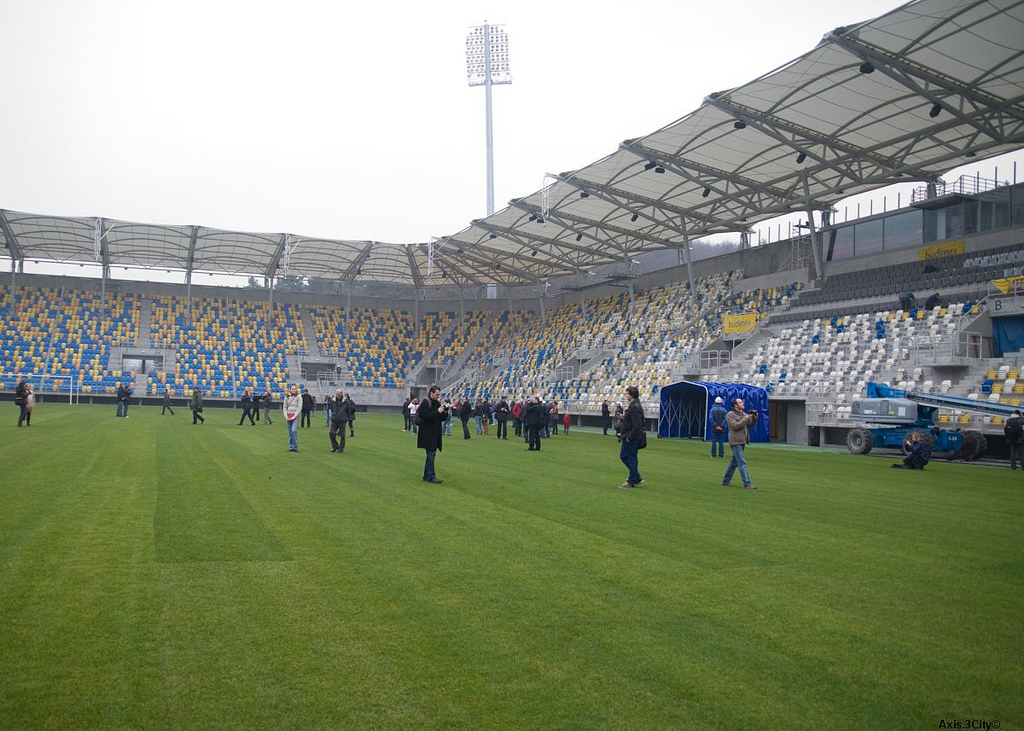
Stadion GOSiR

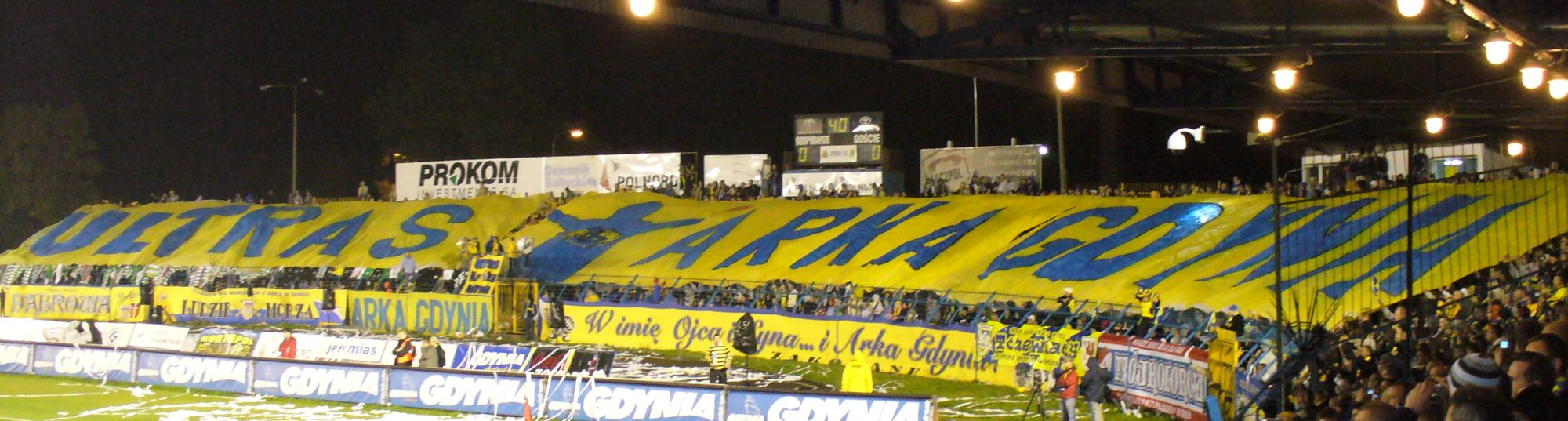
Seguidors

El club va ser fundat amb el nom Klub Sportowy Gdynia el 1929. Evolució del nom:
- 1929: KS Gdynia
- 1934: KS Kotwica Gdynia
- 1946: ZKS Kotwica Gdynia
- 1946: RKS Mir Gdynia
- 1949: fusió amb KS Gastronomia Gdynia en KS Spojnia Gdynia
- 1951: KS Kolejarz Gdynia
- 1952: RKS Arka Gdynia
- 1964: MZKS Gdynia
- 1972: MZKS Arka Gdynia

## Palmarès
- Copa polonesa de futbol:[3]
  - 1979, 2017
- Supercopa polonesa de futbol: 
  - 2017
- Segona divisió polonesa de futbol: 
  - 2015-16